# Hamdan bin Raschid Al Maktum

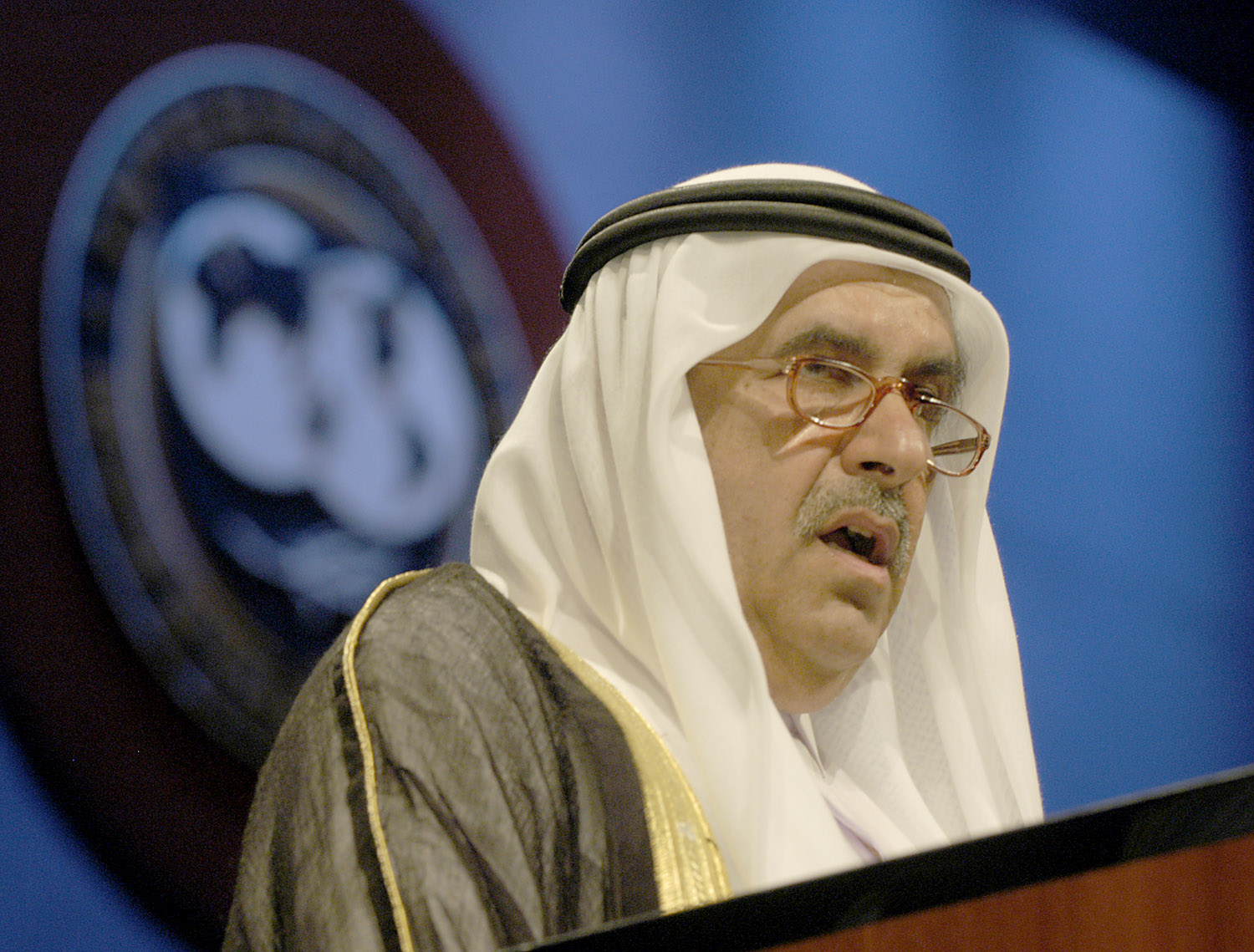
Scheich Hamdan bin Raschid Al Maktum (2003)

Scheich Hamdan bin Raschid Al Maktum (arabisch حمدان بن راشد آل مكتوم Hamdān bin Rāschid Āl Maktūm, DMG Ḥamdān b. Rāšid Āl Maktūm; * 25. Dezember 1945; † 24. März 2021) war ein arabischer Scheich und Angehöriger der Herrscherfamilie Maktum sowie stellvertretender Herrscher von Dubai und Minister für Finanzen und Industrie der Vereinigten Arabischen Emirate.

## Leben
Hamdan Al Maktum wurde in Schindagha als zweitältester von vier Söhnen von Scheich Raschid bin Said Al Maktum geboren. Seine Brüder sind Scheich Muhammad (Herrscher des Emirats Dubai und Premierminister, Verteidigungsminister sowie Vizepräsident der Vereinigten Arabischen Emirate) und Scheich Ahmed bin Raschid Al Maktum. Sein ältester Bruder, Scheich Maktum, Vizepräsident und Premierminister der VAE bis zu seinem Tod, starb am 4. Januar 2006.
Al Maktum besuchte Schulen in Dubai und graduierte an der britischen Bell School of Languages in Cambridge. 1971 wurde er der erste Minister für Finanzen und Industrie der Vereinigten Arabischen Emirate; eine Position, die er bis zu seinem Tode innehatte. Er war zudem Präsident oder Vorsitzender von Dubai Municipality, Information and Health Departments, Dubai World Trade Centre, Emirates Global Aluminium (Dubai Aluminium; DUBAL) und Dubai Natural Gas Company Limited (DUGAS) sowie weiterer Unternehmen und Organisationen. Er war Präsident des Verwaltungsrates der DP World (Dubai Ports Authority) und der Hauptvertreter der VAE beim Internationalen Währungsfonds, bei der Organisation erdölexportierender Länder (OPEC) und in den arabischen Staaten. 1995 wurde Hamdan Al Maktum zum stellvertretenden Herrscher von Dubai ernannt.
Er war Initiator des Al Maktoum Institute in Dubai, einer Einrichtung zur Vergabe von Stipendien an Studenten, sowie Gründer der Al Maktoum Foundation, die sich für den interkulturellen Dialog der arabischen und westlichen Welt einsetzt. Er war Gründer und „Patron“ des Al-Maktoum College of Higher Education im Dundee, Schottland. Alljährlich wird von ihm ein internationaler Preis gestiftet, der Sheikh Hamdan Bin Rashid Al Maktoum Award for Medical Sciences, ein Preis für medizinische Wissenschaften.
Er war ebenso wie sein Bruder Scheich Muhammad ein Fan des Pferdesports, insbesondere Distanzreiten.
Scheich Hamdan bin Raschid Al Maktum ist nicht mit Scheich Hamdan bin Zayed Al Nahyan aus Abu Dhabi zu verwechseln. Dieser ist 15 Jahre jünger und erwarb im Jahr 2009 mit seiner Werftgruppe Abu Dhabi MAR die Mehrheit an Blohm und Voss.